# CollEx-Persée
CollEx-Persée est un réseau national de coopération entre bibliothèques dont l’objectif est de valoriser les documents utiles à la recherche scientifique et de favoriser leur accès à la communauté des chercheurs.
Créé en 2017, il succède au réseau des centres d'acquisition et de diffusion de l'information scientifique et technique (CADIST) et signale les corpus et les fonds documentaires exceptionnels à travers la labellisation « collections d’excellence » (CollEx).
La Bibliothèque nationale et universitaire de Strasbourg assure le pilotage global du réseau. Celui-ci forme un groupement d’intérêt scientifique (GIS) sous la tutelle du ministère de l'Enseignement supérieur et de la Recherche et constitué de plusieurs partenaires dont Persée, portail de publications scientifiques en ligne,.

## Historique

### Origines

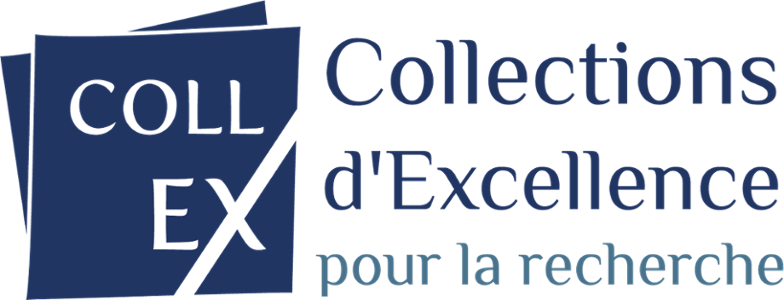
Premier logo de CollEx-Persée

Les centres d’acquisition et de diffusion de l’information scientifique et technique (CADIST) créés à partir de 1980 constituaient un réseau de bibliothèques de références pour un certain nombre de disciplines universitaires. Chaque CADIST pouvait pour son champ disciplinaire acquérir des documents en français et dans d'autres langues à destination de la recherche scientifique. Pour ce faire, les établissements reconnus comme CADIST recevaient une subvention annuelle dédiée. Le passage vers une nouvelle infrastructure CollEx-Persée s’est déroulé en plusieurs étapes.
Au cours des années 2000 et 2010, les CADIST ne permettaient toutefois plus de répondre entièrement aux nouveaux besoins qui ont émergé dans le domaine de la recherche. Le réseau devient peu à peu obsolète en raison de son infrastructure et de la révolution numérique qui a bouleversé les pratiques des chercheurs utilisant davantage la documentation électronique au détriment des sources imprimées.

### Préfiguration
Initié par le Département de l’information scientifique et technique et du réseau documentaire (DISTRD) de ce ministère, le dispositif CollEx-Persée remplace depuis sa création en 2017 le réseau des CADIST en mettant les services aux chercheurs au cœur des projets de collections.
Au cours de la phase de préfiguration entre 2014 et 2016, le dispositif CollEx-Persée est gérée par un comité de pilotage et un comité opérationnel : le premier s’occupe de mettre en place les statuts et les aspects financiers en vue de valider la feuille de route du dispositif alors que le second a pour rôle de faire les propositions d’actions, lesquelles sont arbitrées et priorisées par le comité de pilotage. Il s’agit également pour ce comité d’en assurer le suivi et l’évaluation.

### Appel à manifestation d’intérêt
Un appel à manifestation d’intérêt a été lancé pour sélectionner des partenaires ayant pour objectif de faire vivre le nouveau dispositif à travers la valorisation de leurs fonds documentaires et leur capacité à mener des projets d’envergure nationale. Dans ce cadre, le processus visait à définir les membres du futur groupement d'intérêt scientifique (GIS) CollEx-Persée. Cet appel a été publié le 18 octobre 2016. Les établissements membres de ce GIS ont alors été désignés par le ministère de l’Enseignement supérieur, de la Recherche et de l’Innovation à la suite de la réunion d’un comité rassemblant des experts et des chercheurs.
Un second appel à manifestation d’intérêt a été publié en 2017. Son examen en février 2018 a conduit à retenir 140 collections pour lesquelles l’attribution du label « collections d’excellence » (CollEx) a été validé. Les établissements qui n’auraient pu répondre à cet appel de 2017 peuvent toutefois se porter candidat à l’obtention du label, dans un second temps, à travers une procédure simplifiée. Sous l’appellation « CollEx », de nombreux fonds documentaires sont recensés en 2018 dans différentes disciplines des sciences humaines et sociales et des sciences exactes.

## Le réseau

### Les établissements délégataires
CollEx-Persée a sélectionné des délégataires sur des projets dits « ambitieux » et pour leur envergure nationale.
- Science politique : Bibliothèque de Sciences Po
- Psychologie : Bibliothèque Henri-Piéron, Institut de psychologie de l'université Paris-Cité
- Droit : Bibliothèque Cujas, Université Panthéon-Sorbonne / Université Paris-Panthéon-Assas
- Géographie, Histoire, Philosophie et Sciences de l'Antiquité : Bibliothèque de la Sorbonne, Université Panthéon-Sorbonne
- Mathématiques : Bibliothèque Jacques Hadamard, Université Paris-Saclay
- Études germaniques, Études nordiques, Europe médiane, Questions européennes et Sciences religieuses : Bibliothèque nationale et universitaire (Strasbourg)
- Astronomie, Astrophysique, Physique, Études italiennes, Humanités numériques : Bibliothèque Joseph-Fourier et Bibliothèque Droit et Lettres, Université Grenoble-Alpes (labellisées collections d'excellence)
- Chimie, Médecine, Odontologie, Pharmacie : Bibliothèque interuniversitaire de santé, Université Paris-Cité
- Biodiversité, Biologie animale et végétale, Botanique, Ecologie, Paléontologie, Préhistoire, Sciences et histoire de la nature et de l'Homme, Zoologie : Bibliothèque du Muséum national d'histoire naturelle
- Société et populations : Humathèque Condorcet
- Mondes contemporains : La Contemporaine, Université Paris-Nanterre

### Les établissements associés
CollEx-Persée s'est associé à 12 bibliothèques patrimoniales scientifiques qui possèdent chacune des collections essentielles pour la recherche.
- Astronomie, Astrophysique : Bibliothèque de l’Observatoire de Paris, Université PSL
- Économie : Bibliothèque Dauphine, Université PSL
- Sciences de l'Antiquité : Bibliothèque de l’École française d’Athènes
- Archéologie, Histoire de l'art, Patrimoine : Bibliothèque de l’Institut national d'histoire de l’art
- Environnement et Géosciences : Bibliothèque de Sorbonne Université (BSU), Sorbonne Université
- Études sur le genre, Langues et littératures des pays anglophones, Linguistique anglaise, Traductologie : Bibliothèque Sorbonne Nouvelle (BSN), Université Sorbonne Nouvelle
- Études aréales du monde non occidental : Bibliothèque universitaire des langues et civilisations (BULAC), INALCO
- Ethnologie : Médiathèque du Musée du Quai Branly - Jacques Chirac
- Chimie, Pharmacie : Bibliothèque de Sciences du SCD de l'Université Claude-Bernard Lyon 1
- Langues littérature et civilisation de l'Espagne et du Portugal du Moyen Age à nos jours : SCD de l’Université Toulouse-Jean-Jaurès
- Langues littératures et civilisations anglo-américaines, Sciences pour l’ingénieur et sciences du numérique : Bibliothèques universitaires et Learning center du SCD de l’Université de Lille
- Services : SCD de l'Université Bordeaux Montaigne

### Liste des collections labellisées «CollEx»
CollEx-Persée a pour mission d'identifier et de valoriser les collections d’excellence à travers le label « CollEx ». Parmi les collections d'excellence labellisées, les suivantes peuvent être citées:
- Bibliothèque byzantine, Collège de France (Histoire et civilisation de Byzance)
- Bibliothèque Clignancourt, Bibliothèque de Sorbonne Université (Musicologie, Musique et Partitions)
- Bibliothèque de Philosophie, Bibliothèque de Sorbonne Université
- Bibliothèque Mathématiques Informatique Recherche, Bibliothèque de Sorbonne Université
- Bibliothèque Cuzin, Université Paris 1 Panthéon-Sorbonne (Philosophie)
- Bibliothèque d’égyptologie, Collège de France (Archéologie, Archives, Égyptologie, Historiographie, Philologie)
- Bibliothèque d’études japonaises, Collège de France
- Bibliothèque d’études indiennes et centrasiatiques, Collège de France
- Bibliothèque d’études ottomanes, Collège de France
- Bibliothèque de l’École française d’Extrême-Orient
- Bibliothèque de l’École nationale des Chartes
- Bibliothèque de l’École Nationale Vétérinaire d’Alfort, Université Paris-Est-Créteil
- Bibliothèque Alain Desrosières, Institut national de la statistique et des études économiques
- Bibliothèque de l’Institut d’histoire de la Révolution française, Université Paris 1 Panthéon-Sorbonne
- Bibliothèque de l’Institut d’histoire du temps présent, Humathèque Condorcet
- Bibliothèque de l’Institut d’histoire et de philosophie des sciences et des techniques (IHPST), Université Paris 1 Panthéon-Sorbonne
- Bibliothèque de l’Institut de recherche sur Byzance, l’Islam et la Méditerranée au Moyen Âge, Université Paris 1 Panthéon-Sorbonne
- Bibliothèque de l’Institut des Traditions Textuelles, Humathèque Condorcet
- Bibliothèque de l’Institut dominicain d’études orientales – Patrimoine arabo-musulman, Institut dominicain d'études orientales
- Bibliothèque de l’Institut français d’archéologie orientale du Caire
- Bibliothèque de l’École française de Rome
- Bibliothèque de l’Hôtel de Ville, Ville de Paris
- Bibliothèque de Paris 13, Université Sorbonne Paris Nord
- Bibliothèque de l’Institut Eric Weil, Université de Lille
- Bibliothèque des Sciences de l’Antiquité, Université de Lille
- Bibliothèque des Grands Moulins, Université Paris Cité
- Bibliothèque des Sciences Religieuses, EPHE, Humathèque Condorcet
- Bibliothèque Diderot de Lyon – Fonds éducation, École normale supérieure de Lyon
- Bibliothèque Diderot de Lyon – Fonds slaves, Ecole normale supérieure de Lyon
- etc.

## Fonctionnement

### Principaux acteurs
Le groupement d’intérêt scientifique (GIS) CollEx-Persée est une infrastructure de recherche en information scientifique et technique co-pilotée par la Bibliothèque nationale universitaire de Strasbourg et le ministère de l’Enseignement supérieur, de la Recherche et de l’Innovation.
Le dispositif rassemble vingt-et-un établissements dont plusieurs universités françaises, la Bibliothèque nationale de France (BnF), quatre opérateurs nationaux (Persée pour la numérisation ; l’Agence bibliographique de l’enseignement supérieur pour la gestion des données bibliographiques ; le Centre technique du livre de l’enseignement supérieur pour la conservation des documents ; l’INIST pour la fouille de données) ainsi qu'une centaine de structures dont les fonds documentaires ont obtenu le label « collections d’excellence ».
Parmi ces différents acteurs peuvent également être cités l'Alliance Athéna, le Campus Condorcet, le Muséum national d’Histoire naturelle et l'Institut d'études politiques de Paris.

### Objectifs 2017-2022
L’objectif principal est de faciliter l’accès et de favoriser l’utilisation des collections de bibliothèques par les chercheurs dans un contexte d’évolution technique et de disponibilité massive de ressources documentaires en ligne.
La vision du dispositif CollEx-Persée est celle d’une bibliothèque qui développe des collections adossées à des services répondant aux nouveaux besoins des chercheurs en tant qu’utilisateurs de sources d’information de toute sorte et producteurs de données et de résultats de recherche.

### Objectifs 2022
Pour 2022, l'objectif est de mutualiser les programmes autour d'une dizaine de bibliothèques maximum. Le Dispositif CollEx-Persée 2 s'appuie toujours sur la valorisation et la diffusion des collections, donnant une grande part à la numérisation et à la Science ouverte.

### Missions
La feuille de route est déclinée en sept axes principaux :
- porter une politique nationale de numérisation de documents[10] ;
- développer de nouveaux services avec les chercheurs[4] ;
- rendre visible les collections par le référencement[16] ;
- labelliser les collections d'excellence pour la recherche ;
- enrichir l’offre de contenus par la négociation de ressources sous licences[16] ;
- préserver le numérique ;
- favoriser l'accès aux collections.